# Martin Odersky
Martin Odersky (Lausanne, 1958. szeptember 5.) német programozó a Lausanne-i Szövetségi Politechnikai Intézet (franciául École Polytechnique Fédérale de Lausanne) professzora, szakterülete a programozási nyelvek. Nevéhez fűződik a Scala programozási nyelv és a Generic Java megalkotása. A Zürichi Szövetségi Műszaki Főiskolán doktorált 1989-ben.

## Publikációi (válogatás)
- Programming in Scala. második kiadás. Artima Press, Walnut Creek, Kalifornien 2012, ISBN 978-0-9815316-4-9
- Shriram Krishnamurthival: Compiler construction. Springer, Berlin, Heidelberg, New York 2007, ISBN 978-3-540-71228-2
- mint szerk.: ECOOP 2004 – Object-Oriented Programming: 18th European Conference, Oslo, Norway, June 14-18, 2004, Proceedings. Springer, Berlin 2004,ISBN 978-3-540-22159-3
- A new approach to formal language definition and its application to Oberon. Zürich 1989, ISBN 978-3-7281-1732-8